# Pouillac
Pouillac település Franciaországban, Charente-Maritime megyében. Lakosainak száma 288 fő (2022. január 1.). Pouillac Chatenet, Chepniers, Chevanceaux, Montlieu-la-Garde, Sainte-Colombe és Saint-Palais-de-Négrignac községekkel határos.

## Népesség
A település népességének változása:
| Lakosok száma | 283  | 234  | 243  | 222  | 266  | 256  | 249  | 249  | 266  | 288  |
|               | 1968 | 1982 | 1990 | 2006 | 2013 | 2015 | 2017 | 2019 | 2020 | 2022 |